# Бреково
Бреково је насеље у Србији у општини Ариље у Златиборском округу. Према попису из 2022. било је 326 становника.
У центру села се налази црква Св. Николе, задужбина Стефана Немање, која потиче из XI—XII векa. Црква је подигнута у византијском стилу, са старинским живописима и дуборезом. Помиње се у Крушевском и у Пећком поменику.

## Порекло имена
Према једној причи назив села потиче од глагола бректати. Наиме, цео овај крај некада је служио за напасање оваца и по звуку које су оне правиле цео овај крај, а касније и село добило је назив.

## Демографија
У насељу Бреково живи 577 пунолетних становника, а просечна старост становништва износи 45,6 година (44,1 код мушкараца и 47,1 код жена). У насељу има 213 домаћинстава, а просечан број чланова по домаћинству је 3,15.
Ово насеље је скоро у потпуности насељено Србима (према попису из 2002. године), а у последња три пописа, примећен је пад у броју становника.
|  |

| Демографија | Демографија | Демографија |
| Година      | Становника  | Становника  |
| ----------- | ----------- | ----------- |
| 1948.       | 1.377       |             |
| 1953.       | 1.443       |             |
| 1961.       | 1.422       |             |
| 1971.       | 1.204       |             |
| 1981.       | 992         |             |
| 1991.       | 829         | 814         |
| 2002.       | 671         | 686         |

| Етнички састав према попису из 2002.‍ | Етнички састав према попису из 2002.‍ | Етнички састав према попису из 2002.‍ | Етнички састав према попису из 2002.‍ | Етнички састав према попису из 2002.‍ |
| ------------------------------------ | ------------------------------------ | ------------------------------------ | ------------------------------------ | ------------------------------------ |
|                                      |                                      |                                      |                                      |                                      |
| Срби                                 | Срби                                 |                                      | 667                                  | 99,40%                               |
| Бугари                               | Бугари                               |                                      | 2                                    | 0,29%                                |
| Црногорци                            | Црногорци                            |                                      | 1                                    | 0,14%                                |
| Хрвати                               | Хрвати                               |                                      | 1                                    | 0,14%                                |
| непознато                            | непознато                            |                                      | 0                                    | 0,0%                                 |

| Година пописа     | 1948. | 1953. | 1961. | 1971. | 1981. | 1991. | 2002. |
| ----------------- | ----- | ----- | ----- | ----- | ----- | ----- | ----- |
| Број домаћинстава | 218   | 223   | 246   | 249   | 250   | 232   | 213   |

| Број чланова      | 1  | 2  | 3  | 4  | 5  | 6  | 7  | 8 | 9 | 10 и више | Просек |
| ----------------- | -- | -- | -- | -- | -- | -- | -- | - | - | --------- | ------ |
| Број домаћинстава | 41 | 67 | 28 | 23 | 22 | 18 | 10 | 4 | 0 | 0         | 3,15   |

| Пол    | Укупно | Неожењен/Неудата | Ожењен/Удата | Удовац/Удовица | Разведен/Разведена | Непознато |
| ------ | ------ | ---------------- | ------------ | -------------- | ------------------ | --------- |
| Мушки  | 301    | 75               | 201          | 23             | 2                  | 0         |
| Женски | 290    | 32               | 195          | 60             | 2                  | 1         |
| УКУПНО | 591    | 107              | 396          | 83             | 4                  | 1         |

| Пол    | Укупно                    | Пољопривреда, лов и шумарство | Рибарство                            | Вађење руде и камена | Прерађивачка индустрија       |
| ------ | ------------------------- | ----------------------------- | ------------------------------------ | -------------------- | ----------------------------- |
| Мушки  | 205                       | 186                           | 0                                    | 0                    | 6                             |
| Женски | 181                       | 169                           | 0                                    | 0                    | 5                             |
| УКУПНО | 386                       | 355                           | 0                                    | 0                    | 11                            |
| Пол    | Производња и снабдевање   | Грађевинарство                | Трговина                             | Хотели и ресторани   | Саобраћај, складиштење и везе |
| Мушки  | 0                         | 1                             | 1                                    | 1                    | 3                             |
| Женски | 0                         | 0                             | 2                                    | 0                    | 0                             |
| УКУПНО | 0                         | 1                             | 3                                    | 1                    | 3                             |
| Пол    | Финансијско посредовање   | Некретнине                    | Државна управа и одбрана             | Образовање           | Здравствени и социјални рад   |
| Мушки  | 0                         | 0                             | 2                                    | 2                    | 2                             |
| Женски | 0                         | 0                             | 1                                    | 1                    | 1                             |
| УКУПНО | 0                         | 0                             | 3                                    | 3                    | 3                             |
| Пол    | Остале услужне активности | Приватна домаћинства          | Екстериторијалне организације и тела | Непознато            | Непознато                     |
| Мушки  | 1                         | 0                             | 0                                    | 0                    | 0                             |
| Женски | 1                         | 0                             | 0                                    | 1                    | 1                             |
| УКУПНО | 2                         | 0                             | 0                                    | 1                    | 1                             |